# Бан Кимун
Бан Ки-Мун (반기문, 潘基文; изговор: [pan.gi.mun]; 13. јун 1944) је бивши министар спољних послова и трговине Републике Кореје (Јужна Кореја) који је наследио Кофија Анана на месту генералног секретара Уједињених нација 1. јануара 2007. године. На функције је остао све до 31. децембра 2016-те године.
Дипломирао је 1970. године на одсеку за међународне односе Сеулског универзитета, а магистрирао 1985. године из подручја јавне управе на Универзитету Харвард. Течно говори енглески и француски језик.
Као каријерни дипломата претходно је деловао у Њу Делхију, у јужнокорејској делегацији у Уједињеним нацијама и у Вашингтону, а онда и као амбасадор своје земље у Аустрији.
Као министар спољних послова од 2004. године имао је важну улогу у преговорима шест земаља којима се настојало обуздати севернокорејске амбиције у нуклеарном наоружавању.
Од фебруара 2006. године и званично је био у утрци за место генералног секретара Уједињених нација, а 13. октобра исте године на ту су га функцију једногласно изабрале 192 чланице Генералне скупштине Уједињених нација.
Дана 1. фебруара 2017. године објавио је да се повлачи из политике.